# Pristimantis royi
Espèce
Synonymes
- Eleutherodactylus royi Morales, 2007

Pristimantis royi est une espèce d'amphibiens de la famille des Craugastoridae.

## Répartition
Cette espèce est endémique de la province de Huancabamba dans la région de Pasco au Pérou. Elle se rencontre à environ 330 m d'altitude.

## Étymologie
Cette espèce est nommée en l'honneur de Roy Wallace McDiarmid (1940-).

## Publication originale
- Morales, 2007 : Una especie nueva de Eleutherodactylus (Amphibia, Anura, Brachycephalidae) de la masona central del Perú. Biotempo, vol. 7, p. 5-11.